# グラスノート・レコード
グラスノート・レコード (Glassnote Records) 、またはグラスノート・エンタテインメント・グループ (Glassnote Entertainment Group) は、アメリカ合衆国のインディペンデントレーベルである。ユニバーサル・レコード社長などを歴任したダニエル・グラス (en:Daniel Glass) によって2007年に設立された。本拠地はニューヨークで、ロサンゼルス、トロント（カナダ）、ロンドン（イギリス）にも支社が置かれている。
2009年にリリースしたフランスのインディーロックバンド、フェニックスの4枚目のアルバム『ヴォルフガング・アマデウス・フェニックス』はゴールドディスクを獲得するヒット作となり、2010年のグラミー賞最優秀オルタナティヴ・ミュージック・アルバム賞を受賞した。
また、2010年2月にリリースしたマムフォード・アンド・サンズのデビューアルバム『サイ・ノー・モア』は翌2011年2月にBillboard 200チャート最高位2位を記録し、シングルカットされた「The Cave」はBillboard Hot 100チャートでレーベル初のトップ40ヒット（最高位27位）となった。続くセカンドアルバム『バベル』はレーベル初のBillboard 200チャート1位を獲得し、翌年のグラミー賞で最優秀アルバム賞を獲得した。
2011年にはチャイルディッシュ・ガンビーノ名義でラッパーとしての活動を行っている俳優・コメディアンのドナルド・グローヴァーと契約した。
この他、2012年9月にリリースしたトゥー・ドア・シネマ・クラブのセカンドアルバム『ビーコン』と、2013年9月にリリースしたチャーチズのデビューアルバム『ザ・ボーンズ・オブ・ワット・ユー・ビリーヴ』が、それぞれBillboard 200チャートで初登場17位と12位を記録するなど成功を収めている。
2014年2月13日、ユニバーサルミュージック・グループ (UMG) との間で世界規模での流通契約を結ぶことが発表された。同年3月1日からアメリカとカナダではUMGの流通部門 (UMGD) によって、それ以外の全世界（オーストラリア、ニュージーランド、南アフリカ共和国を除く）ではキャロライン・インターナショナルによってグラスノートの作品がリリースされることになる。

## 現在の所属アーティスト
- チャイルディッシュ・ガンビーノ (Childish Gambino)
- チャーチズ (Chvrches)
- ドーター (Daughter)
- フライト・ファシリティーズ (Flight Facilities)
- フロウ・モリッシー (Flo Morrissey)
- フォイ・ヴァンス (Foy Vance)
- ギヴァーズ (Givers)
- ハーフ・ムーン・ラン (Half Moon Run)
- ホーリーチャイルド (Holychild)[4]
- ジェレミー・メッサースミス (Jeremy Messersmith)
- ジャスティン・ノヅカ (Justin Nozuka)
- リトル・グリーン・カーズ (Little Green Cars)
- マムフォード・アンド・サンズ (Mumford & Sons)
- オーバーホーファー (Oberhofer)
- パナマ・ウェディング (Panama Wedding)
- フェニックス (Phoenix)
- ロバート・デロング (Robert DeLong)
- ザ・テンパー・トラップ (The Temper Trap)
- トゥー・ドア・シネマ・クラブ (Two Door Cinema Club)

## 過去に所属していたアーティスト
- ブロウイング・トゥリーズ (Blowing Trees)
- Everlea
- アイ・ヘイト・ケイト (I Hate Kate)
- ジョナス・シーズ・イン・カラー (Jonas Sees in Color)
- ケリー (Kele)
- ロイヤル・バングス (Royal Bangs)
- セカンドハンド・セレナーデ (Secondhand Serenade)